# Rui Gomes de Lira
Rui Gomes de Lira (1420 -?) foi um Cavaleiro e homem da nobreza do Reino de Portugal da Baixa Idade Média portuguesa, tendo sido Senhor das terras de Lira, actual localidade de Lara. Viveu parte da sua vida na Vila de Monção, actual Distrito de Viana do Castelo, onde teve o cargo de juiz entre os anos de  1450 e 1466.

## Relações familiares
Foi filho de Afonso Gomes de Lira (1390 -?) e de D. Mécia Anes de Gand. Casou com Urraca Bermudes de Castro e Montaos, de quem teve.
1. Diogo de Lira Bermudes (1445 -?) casou com Maria Álvares Trancoso.
2. Lopo de Lira Bermudes casou com Guirmaneza Pereira de Castro (ou Germineza Pereira de Castro, como também parece em alguns documentos oficiais).